# ستيفاني تورنر
ستيفاني تورنر (بالإنجليزية: Stephanie Turner)‏ هي ممثلة بريطانية، ولدت في 25 مايو 1944.

## وصلات خارجية
- ستيفاني تورنر على موقع IMDb (الإنجليزية)
- ستيفاني تورنر على موقع قاعدة بيانات الفيلم (الإنجليزية)